# Marido y mujer
Marido y mujer è un film del 1932 diretto da Bert E. Sebell; la sceneggiatura si basa sul romanzo omonimo del 1928 di Viña Delmar e sul lavoro teatrale, scritto dallo stesso Delmar insieme a Brian Marlowe presentato a Broadway all'Hudson Theatre il 2 ottobre 1930 con protagonista Sylvia Sidney.

## Produzione
Il film, prodotto dalla Fox Film Corporation, venne girato nei 20th Century Fox Studios, al 10201 di Pico Blvd., a Century City (Los Angeles) come versione in spagnolo di Bad Girl, film del 1931 diretto da Frank Borzage e vincitore di due Premi Oscar.

## Distribuzione
Distribuito dalla Fox Film Corporation, il film uscì nelle sale cinematografiche USA presentato a Los Angeles il 22 febbraio 1932.